# Parvalampi
Parvalampi är en sjö i Finland. Den ligger i kommunen Kemijärvi i landskapet Lappland, i den norra delen av landet, 800 km norr om huvudstaden Helsingfors. Parvalampi ligger 231 meter över havet. Arean är 15,1 hektar och strandlinjen är 1,63 kilometer lång. Sjön  ingår i Kemi älvs huvudavrinningsområde. 